# Стефан Орманджиев
Стефан Стоянов Орманджиев е български футболен съдия и вицепрезидент на БФС. Играл е футбол в ПФК ЦСКА (София) – юноши, „Граничар“ Свиленград и ФК „Банкя“.
Умира на 4 януари 2017 г. след тежко боледуване.

## Биография
Завършва НШЗО гр. Плевен през 1973 г. и ВИАС през 1978 г. От 1978 – 1988 г. упражнява професия строителен инженер във „Водоканалпроект“ и „Спортпроект“.
През 1989 г. с приятели основават фирма „Музикална къща Джо“ и отварят първата частна дискотека в България. По-късно става собственик и президент на фирмата, която развива музикален бизнес и става много популярна с изданията си под търговската марка „Бейби рекърдс“.
В периода до 1998 г. фирмата е продуцент на музикални заглавия, а Стефан Орманджиев продуцира DJ конкурси и радио предавания в популярното тогава Радио 99. През 1991 – 1992 г. участва в предаването на БНТ „Треска в събота вечер“.

## Кариера
- От 1983 г. съдия по футбол. От 1993 до 1998 г. международен съдия по футбол. Ръководил 107 мача в А група на българското първенство и 27 международни срещи.
- От 1999 г. е Делегат и реферски наблюдател на УЕФА и ФИФА.
- От 1998 г. е в ръководството на БФС.
- 2000 – 2001 г. Председател на Съдийската комисия на БФС. От 2002 до 2006 г. е в ръководството на ЦСКА.
- Член на Изпълнителния комитет на БФС от 1998 до 2014 г.
- В периода 1998 – 2001 г. и 2005 – 2014 г. е вицепрезидент на БФС.

В периода 2004 – 2006 г. Президент на ПФК ЦСКА София. Два пъти шампион на България с ЦСКА сезон 2002/2003 и сезон 2004/2005 г. През сезон 2002/2003 г. ПФК ЦСКА постига уникалния за страната рекорд – 13 последоветелни победи през есенния дял на шампионата.
Носител на Купата на България сезон * 2005/2006 г. Носител на Супер купата на България за 2006 г. Участник в групите на УЕФА сезон 2005/2006 г., като през есента на 2005 г. ЦСКА постига знаменателни победи: срещу Европейския клубен шампион Ливърпул с 1:0 като гост и отстранява от турнира отбора на Байер Леверкузен с 2 последователни победи с 1:0.